# NXT Battleground (2023)
NXT Battleground war eine Wrestling-Veranstaltung der WWE, die auf dem WWE Network und dem Streaming-Portal Peacock ausgestrahlt wurde. Sie fand am 28. Mai 2023 im Tsongas Center in Lowell, Massachusetts, Vereinigte Staaten statt.

## Hintergrund
Im Vorfeld der Veranstaltung wurden sechs Matches angekündigt.
Diese resultierten aus den Storylines, die in den Wochen vor NXT Battleground bei NXT, der wöchentlich auf dem WWE Network ausgestrahlten Show der Entwicklungs-Liga der WWE gezeigt wurden.

## Ergebnisse
| Matchart                                                   |                                     |      |                                                  | Zeit  |
| ---------------------------------------------------------- | ----------------------------------- | ---- | ------------------------------------------------ | ----- |
| Triple-Threat-Match um die NXT North American Championship | Wes Lee (C)                         | bes. | Tyler Bate und Joe Gacy                          | 11:59 |
| British-Rounds-Rules-Match um die NXT Heritage Cup         | Noam Dar (C)                        | bes. | Dragon Lee                                       | 11:52 |
| Last-Man-Standing-Match                                    | Ilja Dragunov                       | bes. | Dijak                                            | 15:50 |
| Tag-Team-Match um die NXT Tag Team Championship            | Gallus Wolfgang und Mark Coffey (C) | bes. | The Creed Brothers Brutus Creed und Julius Creed | 9:33  |
| Singles-Match um die vakante NXT Women’s Championship      | Tiffany Stratton                    | bes. | Lyra Valkyria                                    | 16:01 |
| Singles-Match um die NXT Championship                      | Carmelo Hayes (C)                   | bes. | Bron Breakker                                    | 14:15 |

| Funktion      | Name         |
| ------------- | ------------ |
| Kommentatoren | Booker T     |
| Kommentatoren | Vic Joseph   |
| Pre-Show      | Megan Morant |
| Pre-Show      | Sam Roberts  |
| Pre-Show      | Matt Camp    |